# Acido vernolico
L'acido vernolico è un acido grasso epossidico e insaturo con 18 atomi di carbonio e 1 doppio legame cis, in posizione 9=10 e un gruppo epossidico in posizione 12-O-13.
Fu scoperto per la prima volta nell'olio di vernonia, nel 1954, l'olio di semi di Baccharoides anthelmintica (sin.: Vernonia anthelmintica).
L'acido vernolico è il componente principale (≈75%) dell'olio di vernonia. Può essere individuato nei gliceridi degli oli di semi (acheni) della famiglia delle margherite (Asteraceae): Centrapalus pauciflorus (sin.: Vernonia galamensis)(≈80%) Vernonia afromontana (≈72%), Vernonia pauciflora (≈68%), Vernonia volkameriifolia, Vernonia lasiopus.
Si trova inoltre nelle Geraniaceae: Geranium sanguineum (≈7%), nelle Euphorbiaceae: Euphorbia lagascae (≈68%) e in piante della specie Crepis: Crepis biennis (≈68%).
In alcune piante (Artemisia absinthium) è presente assieme al suo isomero posizionale, detto acido coronarico, con notazione delta 9,10-O-18:1Δ12c, considerato una leucotossina.

## Effetti sulla salute
In vari mammiferi, l'acido vernolico è un metabolita dell'acido linoleico prodotto da alcuni enzimi citocromo P450 epossigenasi; in queste circostanze è ritenuto da alcuni causa di effetti tossici sui leucociti e di altri tipi di cellule e capace di produrre insufficienza multipla e difficoltà respiratoria quando iniettato in modelli animali di roditori. Alcuni studi suggerirebbero ma non hanno ancora dimostrato che l'acido vernolico sia responsabile o contribuisca all'insufficienza multipla degli organi, alle difficoltà respiratorie e ad alcune altre malattie nell'uomo.